# Santa Cruz de Salinas
Santa Cruz de Salinas é um município brasileiro do estado de Minas Gerais. Está localizado na mesorregião do Norte de Minas e microrregião de Salinas. Compõe com outros municípios da região o Alto Rio Pardo.

## Política
O ex-prefeito Albertino Moreira (PSDB), administrador do município por dois mandatos, foi preso acusado de enriquecimento ilícito e desvio de verbas e levado ao presídio regional de Montes Claros onde estavam outros ex-prefeitos também presos por desvio de recursos públicos e fraudes em licitações.

## Vegetação
- Apresenta um relevo montanhoso com aflorações rochosas destacando-se as formações calcárias e tem vegetação de cerrado.
- A região apresenta predominância de solos férteis e a vegetação predominante é o cerrado, existindo pequenas áreas de florestas. O cerrado é composto principalmente de árvores de médio porte, casca grossa, galhos e troncos retorcidos, existindo falhas na distância de uma para outra.
- As principais árvores são: curral novo, Candeias, Angico, Aroeira, Pau-ferro, Tamboril, Pau d'arco, dentre outras.

## Clima
- Possui clima tropical, semi-árido, predominante quente por quase todos os meses do ano. Caracteriza-se por um período de seca marcante, com chuvas mal distribuídas e em outro período, de chuvas torrenciais e espaçadas.
- A altitude na sede do município é de 750 m e a máxima é de 1028 m no Cometão (BR 251) acima do nível do mar. Essa altitude propicia uma temperatura agradável por grande parte do ano.
- O clima predominante é o tropical com suas variações. O inverno é um período seco, sem chuvas e o verão é marcado pelas águas, sendo caracterizado por fortes pancadas de chuvas demoradas. A temperatura média é 28 °C.
- As precipitações médias anuais são de 992 mm.

## Solo
- Predomina o do tipo argiloso. Já foi muito usado na fabricação de telhas, tijolos e artesanato artístico. Apresenta-se, ainda, o solo misto onde é praticado a agricultura de subsistência e o solo arenoso, encontrado principalmente junto aos rios e córregos.
- O relevo é de planaltos e as montanhas típicas da "Terra das Alterosas".

## Hidrografia
Pertence à bacia hidrográfica do Rio Jequitinhonha e sub-bacia do Rio Mosquito e conta com grande quantidade de ribeirões, na sua maioria de vazão temporária, devido as estiagens. Os principais cursos d'água são o Rio Itinga, Córrego Sumidouro, Córrego dos Macacos e a nascente do Rio Mosquito no Córrego da Pedra Redonda.
- A hidrografia é composta de vários córregos e ribeirões que vem com o decorrer do tempo diminuindo suas vazões.
- Os principais são: Rio Intinga, Rio Catuninho, Córrego dos Macacos, Pedra Redonda e Sumidouro (Nascentes do Rio Mosquito), Córrego Candeias e Córrego Candial.
- Destacam-se os Rios Itinga e o Rio Mosquito.
- Bacias: Rio Mosquito e Rio Jequitinhonha.

## Fauna
Na região podem ser encontradas várias espécies de animais: tatu, ema, Veado-virá, onça-pintada, tamanduá, capivara, jaguatirica e mocó.